# Copa Oswaldo Cruz 1955
Copa Oswaldo Cruz 1955 - turniej towarzyski o Puchar Oswaldo Cruz między reprezentacjami Paragwaju i Brazylii rozegrano po raz drugi w 1955 roku.

## Mecze
| 13 listopada Rio de Janeiro |  | Brazylia | 3 | - | 0 | Paragwaj |

| 17 listopada São Paulo |  | Brazylia | 3 | - | 3 | Paragwaj |

## Końcowa tabela
| M | Reprezentacja | L.m. | Zw. | Rem. | Por. | Bramki | R.br. | Pkt |
| 1 | Brazylia      | 2    | 1   | 1    | 0    | 6:3    | +3    | 3   |
| 2 | Paragwaj      | 2    | 0   | 1    | 1    | 3:6    | -3    | 1   |

Triumfatorem turnieju Copa Oswaldo Cruz 1955 został zespół Brazylii.
Poprzedni turniej: Copa Oswaldo Cruz 1950, następny:Copa Oswaldo Cruz 1956